# Torul
Torul ist eine Stadt und zugleich Verwaltungszentrum des gleichnamigen Landkreises in der Provinz Gümüşhane im Nordosten der Türkei. Die Stadt liegt ca. 23 Straßenkilometer westlich der Provinzhauptstadt am Fluss Harşit Çayı. Die im Stadtlogo vorhandene Jahreszahl (1882) dürfte auf das Jahr der Ernennung zur Stadtgemeinde (Belediye) hinweisen.
Der Landkreis Torul bestand schon bei Gründung der Türkischen Republik 1923 und hatte zur ersten Volkszählung (1927) eine Einwohnerzahl von 17.823 in 99 Ortschaften. Torul liegt im Norden der Provinz und grenzt im Südosten an den zentralen Landkreis (Merkez) Gümüşhane sowie Nordwesten an den Kreis Kürtün. Im Südwesten bildet die Provinz Giresun und im Nordosten die Provinz Trabzon die Grenze. Der Kreis gab am 20. Mai 1990 den nordöstlichen Teil seines Territoriums an den neugegründeten Kreis Kürtün ab. Mit nur 12 Einwohner je Quadratkilometer ist es der am dünnsten besiedelte Kreis der Provinz (Provinzdurchschnitt: 21).
Nördlich von der Kreisstadt Torul wurde 2007 die Torul-Talsperre fertiggestellt.
Der Kreis besteht neben der Kreisstadt (mit 53 % der Bevölkerung des Kreises) noch aus 37 Dörfern (Köy) mit durchschnittlich 144 Bewohnern. Altınpınar ist das größte Dorf (588 Einw.).